# Batgirl (film)
Pour les articles homonymes, voir Batgirl.
Pour plus de détails, voir Fiche technique et Distribution.
Batgirl est un film de super-héros américain inédit réalisé par Adil El Arbi et Bilall Fallah  dont la sortie était prévue pour 2022 sur le service HBO Max.
Prévu pour être la treizième production du DC Extended Universe, il s'agissait d'un film centré sur le personnage de Barbara Gordon, alias Batgirl, créée par Gardner Fox et Carmine Infantino pour l'éditeur DC Comics.
En août 2022, malgré un budget investi de 90 millions de dollars, le tournage et un premier montage terminé, le film est entièrement annulé par Warner Bros. Discovery. Le film aura alors bénéficié uniquement de projections tests, demeurant inédit pour le reste du public.

## Synopsis
À Gotham City, Barbara Gordon, fille du commissaire James Gordon, endosse l'identité de Batgirl pour affronter des criminels.

## Fiche technique
Sauf indication contraire, les informations mentionnées dans cette section peuvent être confirmées par la base de données cinématographiques IMDb,  présente dans la section « Liens externes ».
- Titre original : Batgirl
- Titre de travail : Cherry Hill
- Réalisation : Adil El Arbi et Bilall Fallah
- Scénario : Christina Hodson, d'après les personnages de l'éditeur DC Comics
- Musique : Natalie Holt
- Direction artistique : Quinn Robinson
- Décors : Christopher Glass
- Costumes : Graham Churchyard
- Photographie : John Mathieson
- Production : Kristin Burr
  - Production déléguée : Walter Hamada
- Sociétés de production : DC Films et Burr! Productions
- Société de distribution : Warner Bros. Pictures
- Budget : 70 à 90 millions de dollars[1],[2],[3]
- Pays de production :  États-Unis
- Langue originale : anglais
- Format : couleur
- Genre : super-héros

## Distribution
- Leslie Grace : Barbara Gordon / Batgirl
- J. K. Simmons : James Gordon
- Brendan Fraser : Garfield Lynns / Firefly
- Michael Keaton : Bruce Wayne / Batman
- Ivory Aquino (en) : Alysia Yeoh (en)
- Jacob Scipio
- Rebecca Front
- Corey Johnson

## Production

### Genèse et développement

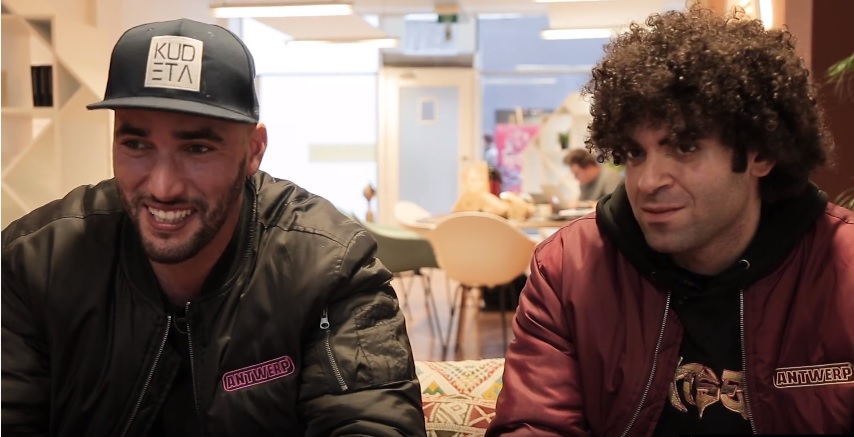
Les réalisateurs Adil El Arbi et Bilall Fallah lors d'une interview en 2018.

En mai 2016, deux mois avant la sortie de Suicide Squad, Warner Bros. annonce le développement de films centrés sur Harley Quinn et d'autres personnages féminins de l'univers DC, dont Barbara Gordon et l'équipe des Birds of Prey, Margot Robbie, l'interprète d'Harley, devait à l'origine d'abord reprendre le rôle dans un film sur les Sirènes de Gotham avec Catwoman et Poison Ivy, néanmoins, durant ses recherches sur l'univers de l'éditeur, elle fit la découverte de l'équipe des Birds of Prey, moins connue du grand public. Robbie décide alors d'utiliser la notoriété de son personnage pour introduire ces personnages au cinéma. Le développement d'un film mettant en scène les Birds of Prey et Harley est alors mis en route. Par la suite, le personnage de Barbara Gordon est écarté du projet, bien qu'elle soit l'un des membres fondateurs de l'équipe dans les comics, le studio voulant d'abord l'introduire dans son propre film.
En mars 2017, Warner Bros. engage Joss Whedon afin qu'il réalise, écrive et produise un film centré sur Barbara Gordon. La production devait être supervisée par le président du studio, Toby Emmerich, et Jon Berg et Geoff Johns de DC Films. La production du film était prévue pour 2018, néanmoins, Whedon quitte le projet en février 2018, n'arrivant pas à développer un scénario. Le studio et le nouveau président de DC Films, Walter Hamada, décident alors de chercher une réalisatrice pour remplacer Whedon. En avril de la même année, Christina Hodson, la scénariste de Birds of Prey, est annoncée à l'écriture du film. Il est dévoilé qu'elle commencera à écrire après avoir terminé son travail sur un autre film de l'univers cinématographique DC, The Flash.
En décembre 2020, il est évoqué que le film pourrait potentiellement sortir sur le service HBO Max plutôt qu'au cinéma, à la suite de la nouvelle stratégie de DC Films qui souhaite alterner sortie dans les salles de cinéma et sortie en streaming. En 2021, Adil El Arbi et Bilall Fallah sont engagés pour réaliser le film, confirmant au passage sa sortie sur HBO Max. Kristin Burr rejoint le projet en tant que productrice et dévoile que le film montrera une facette différente de Gotham City, comparée aux autres productions adaptées de DC Comics. Des photos du tournage confirment que des références visuelles au personnage de Black Canary, dont la version cinéma a été introduite en 2020 dans Birds of Prey, seront faites dans le film.

### Attribution des rôles

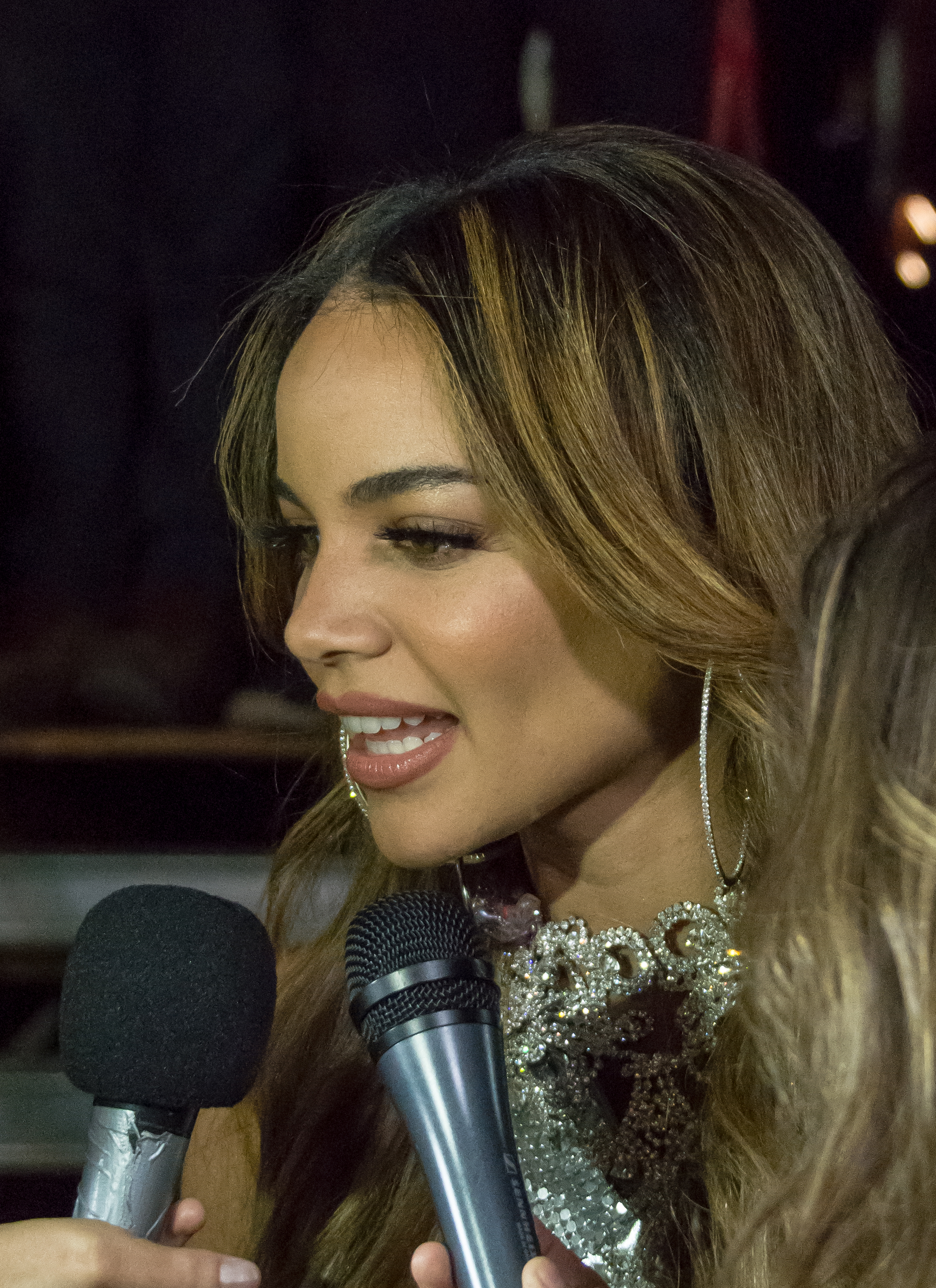
Leslie Grace, l'interprète de Barbara Gordon, en 2018.

En juillet 2021, plusieurs actrices sont testées pour le rôle de Barbara Gordon. Deadline Hollywood rapporte que Isabela Merced, Zoey Deutch, Leslie Grace et Haley Lu Richardson font partie des actrices testées et que Grace et Richardson seraient les meilleures prétendantes, bien que d'autres journalistes rapportent que Richardson aurait été écartée avant la phase de tests,. Grace signe officiellement pour le rôle en fin de mois.
Quelques jours plus tard, J. K. Simmons entre en discussion pour reprendre le rôle de James Gordon, qu'il tenait déjà dans le film Justice League et dans sa version director's cut. Son retour est officiellement annoncé en octobre 2021 lors du DC FanDome. Le même mois, Jacob Scipio et Brendan Fraser rejoignent la distribution, avec Fraser annoncé dans le rôle de l'antagoniste Firefly,. Le rôle avait été proposé à l'origine à Sylvester Stallone.
Les réalisateurs annoncent par la suite que Batman sera présent dans le film, sans préciser si Ben Affleck, l'interprète du personnage dans l'univers cinématographique DC, rejoignait le projet. En décembre 2021, il est dévoilé que c'est finalement la version du personnage interprétée par  Michael Keaton dans les films Batman et Batman : Le Défi de Tim Burton, qui sera présente dans le film avec Keaton reprenant son rôle. La présence de ce Batman d'un autre univers sera expliquée dans le film The Flash dans laquelle Keaton apparaît également.
Début 2022, Rebecca Front, Corey Johnson, Ethan Kai et Ivory Aquino sont annoncés. Aquino interprétera Alysia Yeoh, l'un des premiers personnages trans de DC Comics.

### Tournage
Le tournage débute en novembre 2021 à Glasgow au Royaume-Uni sous le titre de travail Cherry Hill et avec John Mathieson en tant que directeur de la photographie,. Avant le tournage, Adil El Arbi et Bilall Fallah se sont rendus sur place pour faire du repérage avec le décorateur Christopher Glass,.
La ville de Glasgow a précédemment été utilisée en tant que Gotham City pour le tournage du film de l'univers cinématographique DC The Flash et également pour celui du film The Batman, qui se déroule dans son propre univers,. Le tournage se termine officiellement en mars 2022.

### Musique
En septembre 2021, il est annoncé que Natalie Holt composera la musique du film.

### Annulation
En août 2022, Warner Bros. Discovery confirme l'annulation du film, bien que le tournage soit terminé et qu'un premier montage ait été présenté lors de projections tests. Il est précisé que le studio ne prévoit ni une sortie au cinéma, ni sur le service HBO Max.
Le site internet The Wrap précise que le président du conglomérat, David Zaslav, désire uniquement produire des films DC Comics ayant le potentiel d'être de grands événements cinématographiques et considérait que Batgirl n'avait pas les critères requis. Le site précise également que le studio est malgré tout intéressé pour retravailler avec Adil El Arbi et Bilall Fallah sur un autre projet.
Collider rapporte que lors d'une projection test, des spectateurs ont considéré que le film était une déception et qu'il paraissait bon marché en comparaison avec d'autres films de super-héros. Ces avis auraient compté dans la décision de Warner Bros. Discovery. Néanmoins, The Hollywood Reporter et Deadline Hollywood rapportent que les projections ont eu des retours majoritairement positifs mais que le film est victime de la nouvelle direction du studio, de réduction des coûts, et du souhait de produire uniquement des blockbusters à destination des salles de cinéma pour les adaptations de DC Comics,,.
Batgirl aura couté entre 70 et 90 millions de dollars à Warner Bros. Discovery,,. Quelques mois avant l'annulation, en avril 2022, le film était à l'étude pour une possible sortie au cinéma et aurait pu bénéficier d'un budget plus important pour sa postproduction et son marketing. Dans un article, The Guardian précise qu'il s'agit de l'un des projets annulés les plus chers de l'histoire du cinéma.
Adil El Arbi et Bilall Fallah ont été informés de l'annulation alors qu'ils étaient en déplacement au Maroc pour le mariage d'El Arbi. Le lendemain, ils ont publié un communiqué dans lequel ils font part de leur déception et de leur tristesse tout en remerciant l'équipe du film, précisant qu'ils étaient reconnaissants d'avoir pu contribuer à l'univers cinématographique DC.